# Route 8 (Colombie-Britannique)
La Route 8 est une route alternative à la route 97C entre la route 1 et la route 5, ses deux extrémités. La route parcourt 69 km (43 mi) en longeant la rivière Nicola entre Spences Bridge et Merritt.

## Intersections majeures
| District régional       | Ville          | km    | Destinations                                                               | Notes                                                                       |
| ----------------------- | -------------- | ----- | -------------------------------------------------------------------------- | --------------------------------------------------------------------------- |
| Thompson-Nicola         | Spences Bridge | 0,00  | BC-1 – Hope, Vancouver, Cache Creek                                        |                                                                             |
| Thompson-Nicola         | Lower Nicola   | 60,31 | BC-97C nord – Logan Lake, Ashcroft                                         | Terminus ouest du multiplex avec la BC-97C                                  |
| Thompson-Nicola         | Merritt        | 65,17 | Voght Street                                                               | Ancienne BC-5A                                                              |
| Thompson-Nicola         | Merritt        | 69,32 | BC-5 nord (Coquihalla Highway) vers BC-5A nord – Kamloops, Hope, Vancouver | Échangeur; sortie 286 de la BC-5                                            |
| Thompson-Nicola         | Merritt        | 69,32 | BC-5A sud / BC-97C est – Princeton, Kelowna                                | Terminus est du multiplex avec la BC-97C; la BC-8 est devient la BC-97C est |
| - Terminus de multiplex |                |       |                                                                            |                                                                             |